# Zalmoxoidea
Super-famille
Les Zalmoxoidea sont une super-famille d'opilions laniatores.

## Distribution
Les espèces de cette super-famille se rencontrent en zone tropicale.

## Liste des familles
Selon World Catalogue of Opiliones (13/10/2021) :
- Escadabiidae Kury & Pérez-González, 2003
- Fissiphalliidae Martens, 1988
- Guasiniidae González-Sponga, 1997
- Icaleptidae Kury & Pérez-González, 2002
- Kimulidae Pérez-González, Kury & Alonso-Zarazaga, 2007
- Zalmoxidae Sørensen, 1886
- famille indéterminée
  - Phalangodella Roewer, 1912

## Publication originale
- Sørensen, 1886 : « Opiliones. » Die Arachniden Australiens nach der Natur beschrieben und abgebildet, p. 53–86.